# Franz Anton von Baden

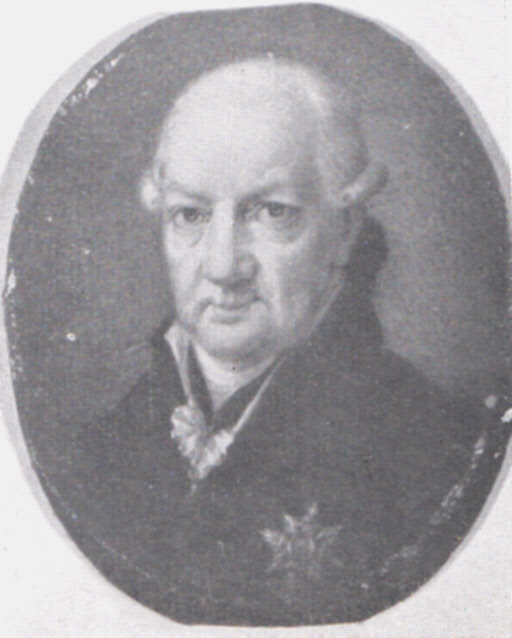
Franz Anton von Baden

Franz Anton Bonifatius Freiherr von Baden (* 1737 in Freiburg im Breisgau; † 10. Dezember 1818 ebenda) war der letzte Präsident der breisgauischen Landstände.

## Leben
Franz Anton entstammte dem alten Geschlecht der Freiherren von Baden und wurde als Sohn des Franz Benedikt von Baden und der Maria Jakobea von Reinach geboren.
Er war Grundherr zu Liel, Au, Sölden und Mitherr zu Amoltern. 1772–1791 war er Präsident der „vorderösterreichischen Freien Ritterschaft von Grafen, Freien Herrn, Ritter und Adel“ und 1792–1806 Präsident des breisgauischen landständischen Vertretung, des sogenannten Konsesses.

## Ehrungen
Franz Anton war Ritter des Franz-Joseph-Ordens und trug das Großkreuz des badischen Hausordens der Treue.

## Ehe und Nachkommen
Franz Anton heiratete Maria Anna Sophia Antonia Walburgis Freiin von Sickingen zu Hohenburg (1746–1800). Aus dieser Ehe gingen folgende Kinder hervor:
- Anton Karl (1770–1830)
- Ignaz († 1812); wirklicher Geheimer Rat des Großherzogtums Baden[4]
- Maria Elisa (1788–1866) ⚭ Christian Friedrich Freiherr von Tuerckheim zu Altdorff